# 埃潘 (卡尔瓦多斯省)
埃潘（法語：Espins，法語發音：[epɛ̃] ⓘ）是法国卡尔瓦多斯省的一个市镇，属于卡昂区。

## 地理
埃潘（49°0'3"N, 0°24'45"W）面积4.58 平方千米，位于法国诺曼底大区卡爾瓦多斯省，该省份为法国西北部沿海省份，北濒大西洋英吉利海峡，东北与滨海塞纳省以海上边界相接，东临厄尔省，南至奧恩省，西与芒什省接壤。
与埃潘接壤的市镇（或旧市镇、城区）包括：克鲁瓦西耶、旧弗雷内、桑格莱地区莱穆捷、圣洛朗德孔代勒、塞尼莱苏尔斯。
埃潘的时区为UTC+01:00、UTC+02:00（夏令时）。

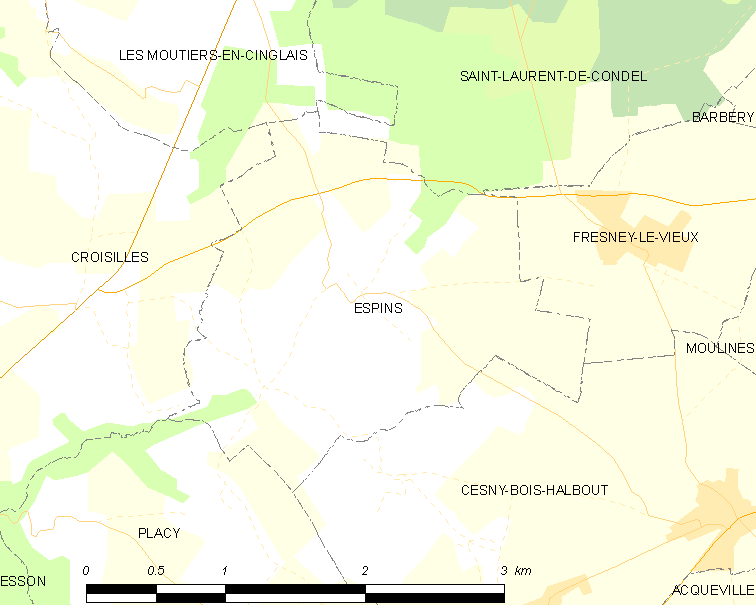
埃潘的OSM定位图

## 行政
埃潘的邮政编码为14220，INSEE市镇编码为14248。

## 政治
埃潘所属的省级选区为勒奥姆县。

## 人口

1962-2008年间埃潘人口变化图示

埃潘于2022年1月1日时的人口数量为246人。